# Liga de Inglaterra de Rugby 15 1990-91
La Liga de Inglaterra de Rugby 15 1990-91, más conocido como Courage League 1990-91 fue la 4.ª edición de la Premiership Inglesa de Rugby.
El campeón del torneo fue el equipo de Bath quienes obtuvieron su segundo campeonato.

## Equipos participantes
| Equipo              | Estadio            | Capacidad | Ciudad      |
| ------------------- | ------------------ | --------- | ----------- |
| Bath                | Recreation Ground  | 8,200     | Bath        |
| Bristol             | Memorial Stadium   | 12,100    | Bristol     |
| Gloucester          | Kingsholm          | 11,000    | Gloucester  |
| Harlequins          | The Stoop          | 8,500     | Twickenham  |
| Leicester Tigers    | Welford Road       | 16,000    | Leicester   |
| Liverpool St Helens | Moss Lane          |           | St Helens   |
| Moseley             | The Reddings       | 10,000    | Birmingham  |
| Northampton Saints  | Franklin's Gardens | 10,000    | Northampton |
| Nottingham          | Ireland Avenue     | 4,950     | Beeston     |
| Orrell              | Edge Hall Road     | 3,000     | Orrell      |
| Rosslyn Park        | The Rock           | 2,000     | Roehampton  |
| Saracens            | Bramley Road       | 2,000     | Enfield     |
| Wasps               | Repton Avenue      |           | Sudbury     |

## Clasificación
| Pos. | Equipo              | Encuentros | Encuentros | Encuentros | Encuentros | Tantos | Tantos | Tantos | Puntos |
| Pos. | Equipo              | PJ         | PG         | PE         | PP         | F      | C      | Dif    | Puntos |
| ---- | ------------------- | ---------- | ---------- | ---------- | ---------- | ------ | ------ | ------ | ------ |
| 1    | Bath                | 12         | 11         | 0          | 1          | 280    | 104    | 176    | 22     |
| 2    | Wasps               | 12         | 9          | 1          | 2          | 252    | 151    | 101    | 19     |
| 3    | Harlequins          | 12         | 8          | 0          | 4          | 267    | 162    | 105    | 16     |
| 4    | Leicester Tigers    | 12         | 8          | 0          | 4          | 244    | 140    | 104    | 16     |
| 5    | Orrell              | 12         | 7          | 0          | 5          | 247    | 105    | 142    | 14     |
| 6    | Gloucester          | 12         | 6          | 0          | 6          | 207    | 163    | 44     | 12     |
| 7    | Rosslyn Park        | 12         | 6          | 0          | 6          | 216    | 174    | 42     | 12     |
| 8    | Nottingham          | 12         | 6          | 0          | 6          | 138    | 194    | –56    | 12     |
| 9    | Northampton Saints  | 12         | 5          | 1          | 6          | 149    | 254    | –105   | 11     |
| 10   | Saracens            | 12         | 5          | 0          | 7          | 151    | 228    | –57    | 10     |
| 11   | Bristol             | 12         | 4          | 1          | 7          | 135    | 219    | –84    | 9      |
| 12   | Moseley             | 12         | 1          | 1          | 10         | 113    | 244    | –131   | 3      |
| 13   | Liverpool St Helens | 12         | 0          | 0          | 12         | 88     | 349    | –261   | 0      |

Pts = Puntos totales; PJ = Partidos Jugados; G = Partidos Ganados; E = Partidos Empatados; P = Partidos Perdidos; PF = Puntos a favor; PC = Puntos en contra; Dif = Diferencia de puntos;
| Bandera de Inglaterra |
| Campeón Bath          |
| Segundo título        |